# Katrine Foged Thomsen
Katrine Foged Thomsen (født 29. september 1977 i Viborg) er en dansk konditor, medejer af konditorikæden Grannys House, og siden 2017 dommer i tv-programmet Den store bagedyst.

## Historie
Hun er opvokset mellem Dollerup og Skelhøje ved Dollerup Bakker. Barndommen blev blandt andet brugt hos bedsteforældrene der drev den nærtliggende Niels Bugges Kro. Hun gik i folkeskole i Hald Ege på Hald Ege Skole, og hun blev student fra Viborg Katedralskole.
Foged Thomsen gik på Kunsthåndværkerskolen i Kolding, da ambitionen var at blive kunsthåndværker. Den ambition blev byttet ud med en uddannelse som konditor i Silkeborg. Ét år inde i uddannelsen skulle familien rykke til København, på grund sin ægtefælles arbejde som tv-fotograf for TV 2. Foged Thomsen tog derfor sine sidste tre års læretid ved chefkonditor Jørgen Søgaard hos Kransekagehuset i Ny Østergade.
I 2008 åbnede ægteparret konditoriet og caféen Grannys House på Søborg Hovedgade i Søborg. Det er i dag blevet en kæde med fem lokaliteter i Storkøbenhavn. Kæden har altid givet overskud.
Fra 2017-sæsonen blev Katrine Foged Thomsen og Markus Grigo de nye dommere i tv-programmet Den store bagedyst, hvor de afløste Jan Friis-Mikkelsen og Mette Blomsterberg.